# Nawierzchnia kolejowa

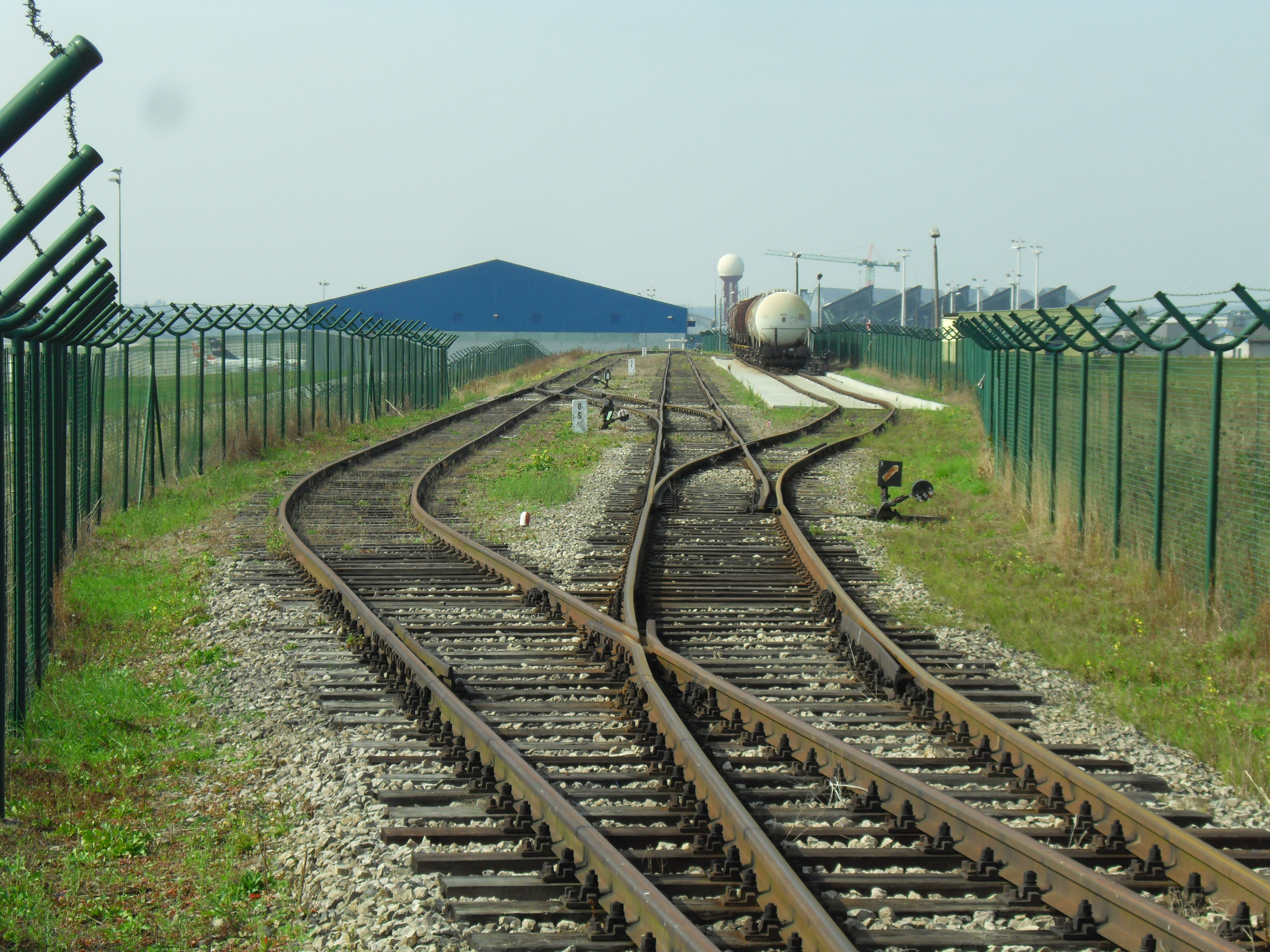
Nawierzchnia kolejowa

Nawierzchnia kolejowa – konstrukcja przystosowana do przenoszenia na grunt obciążeń stałych i ruchomych związanych z ruchem pojazdów kolejowych, składająca się z toru, po którym poruszają się pojazdy kolejowe, elementów podporowych, elementów przytwierdzających i łączących oraz podsypki.
Elementy te służą do zbudowania toru szynowego, który stanowią dwa równoległe toki szynowe, ułożone w ustalonej między nimi odległości. Tor ma odpowiednie położenie w planie i profilu. Tor w planie składa się z odcinków prostych i krzywych (obejmujących łuki z krzywymi przejściowymi), w profilu zaś – z odcinków położonych w poziomie i na pochyleniu (wzniesienia i spadki) oraz z załomów profilu podłużnego.
Do nawierzchni kolejowej zalicza się także rozjazdy oraz skrzyżowania torów.